# Cyclophora fultaria
Cyclophora fultaria är en fjärilsart som beskrevs av De Villers 1789. Cyclophora fultaria ingår i släktet Cyclophora och familjen mätare. Inga underarter finns listade i Catalogue of Life.